# ハンス・フルストルファー
ハンス・フルストルファー（Hans Fruhstorfer、1866年3月7日 - 1922年4月9日）はドイツの昆虫学者、コレクターである。特に蝶や蛾の鱗翅目を専門とし、いくつかの昆虫の新種も記載した。商売として世界中の蝶の収集を行い、アダルベルト・ザイツ(Adalbert Seitz)の図鑑、『世界の大型の蝶と蛾』(Die Großschmetterlinge der Erde)の完成に貢献した。

## 略歴
バイエルン州のパッサウで生まれた。1888年に、2年間、ブラジルで蝶の採集を行ったことから、昆虫の採集の仕事を始めた。珍しい蝶類標本を収集して愛好者に販売することが仕事として成立したので、次にスリランカに渡った。1890年にジャワに渡り、3年間留まり、スマトラなどで採集を行った。1895年から1896年の間もスラウェシ島、ロンボク島、バリ島で収集した。1899年からは3年間かけて、アメリカ合衆国、オセアニア諸国、日本、中国、タイなどを旅し、インドを経由してヨーロッパに戻った。

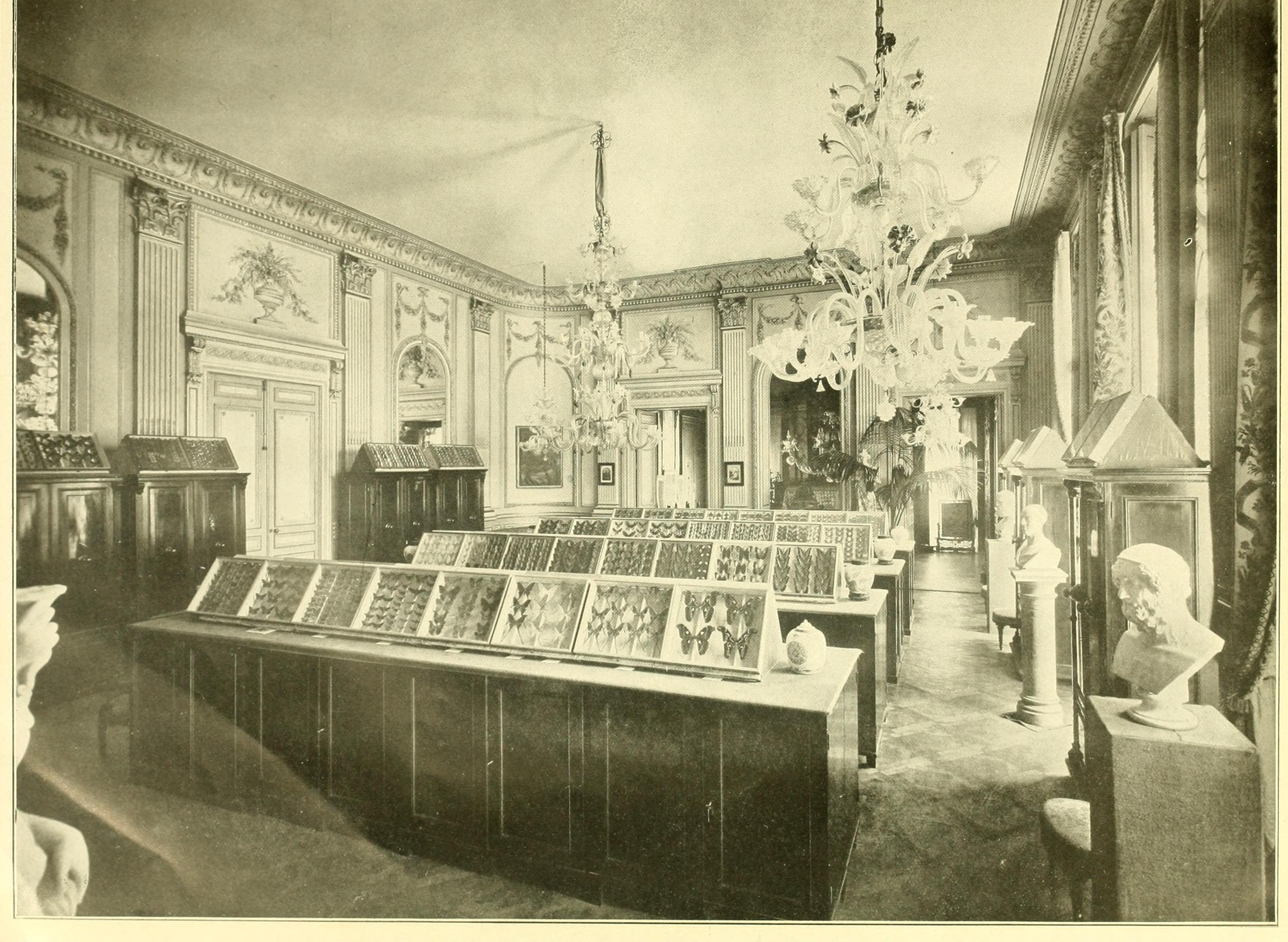
ジュネーブのコレクション(年代不詳)

ヨーロッパに戻った後は、スイスのジュネーブに住み、集めたコレクションをもとに、ザイツと協力して研究や著作を行った。分類学の分野では生殖器の構造による分類を行った。旧北区（ユーラシア大陸北部）の蝶類の研究、バッタなどや植物学も研究した。自ら採集旅行を行うことはなくなり、ハンス・ザウター(Hans Sauter)を雇い、台湾に派遣し、フランツ・ヴェルナー(Franz Werner)を雇い、ニューギニア島に派遣し、コレクションを充実させた。
後にフルストルファーのコレクションはベルリンのフンボルト博物館やロンドン自然史博物館、パリ自然史博物館などに所有されている。
昆虫の属名の学名、Fruhstorferiola　（和名:タラノキフキバッタ属）や種の学名、Prosopocoilus fruhstorferi　（和名:フルストルファーノコギリクワガタ）などに献名されている。

## 著作
- "Verzeichnis der von mir in Tonkin, Annam und Siam gesammelten Nymphaliden und Besprechung verwandter Formen", Wiener entomologische Zeitung 25: 307-362, pls. 1,2. (1906)
- "Family Pieridae", in Adalbert Seitz (ed.) The Macrolepidoptera of the world 9: 119-190, pls. Alfred Kernen, Stuttgart. (1910)
- "Family Lycaenidae", in Seitz ibid. 9: 803-901, pls. (part) Alfred Kernen, Stuttgart. (1915–1924)